# Aquilaria yunnanensis
Aquilaria yunnanensis är en tibastväxtart som beskrevs av S.C. Huang. Aquilaria yunnanensis ingår i släktet Aquilaria och familjen tibastväxter. Inga underarter finns listade i Catalogue of Life.